# Nataly Andria
Pour les articles homonymes, voir Andria (homonymie).
Nataly Andria, de son vrai nom Nataly Haritiana Andrianaivoson, née le 3 février 1985, est une chanteuse malgache, naturalisée française, de pop electro-soul.

## Biographie
Nataly Andria naît au sein d'une famille de cinq enfants et grandit à Madagascar, dans différentes parties de l’île, mais elle passe son adolescence dans la capitale, Antananarivo. Les nombreux déménagements, selon les affectations de son père, employé de la compagnie pétrolière nationale, entretiennent sa curiosité et son ouverture envers diverses cultures.
Son père, de son nom d'artiste Jean-Louis Patrick, avant de retrouver une vie beaucoup plus classique, était le leader-chanteur du groupe malgache de rock n' blues, les CCC Guitars, dans les années yéyé. Deux de ses frères, les benjamins, forment avec deux autres musiciens le combo rock L.A. Doudh, groupe qui sera primé comme étant la meilleure révélation rock de l’année 1998 à Madagascar. La présence de fortes personnalités musicales dans son foyer la pousse vers la scène dès l'âge de 13 ans.
Au mois de juin 2003, elle s'inscrit à la première saison de l’émission de télé-réalité malgache Pazzapa,, réalisée et diffusée par RTA, une chaîne privée. En août, après 2 mois de compétition avec un peu plus de 1000 candidats, Nataly en est la finaliste aux côtés de Aina Cook.
Elle met ensuite sa carrière artistique entre parenthèses le temps de faire des études et d'être diplômée en économie et gestion.
C'est en 2008, lorsqu'elle rencontre le Dj français Sims de Now Futur, que Nataly reprend le chemin des studios pour enregistrer un EP totalement sorti en indépendant, intitulé Out of Stage. Sims produit tous les morceaux de l'EP, elle en écrit tous les textes. Nataly en fait principalement la promotion à Madagascar et décide l'année d'après de s'y rendre à nouveau pour une résidence de création. Un retour à ses sources donc au début de l'année 2010, où elle écrit et compose pour les premières sessions acoustiques et trames sonores de ce qui sera son EP Something New qui sort le en avril 2013, sous le label indépendant Kulture Label.
Nataly Andria quitte Kulture Label la même année et travaille désormais avec Be Live Records, où elle se donne la liberté de collaborer avec de nombreux artistes tout en travaillant sur son nouvel EP qui prendra une toute nouvelle direction artistique. Elle collabore donc désormais sur des "side-projects" avec le Dj français de Nu-disco dont le premier single qui sort le en septembre 2015. Nataly collabore également, en parallèle, sur un projet à sonorité plus Soul avec son compatriote Joel Rabesolo, où le duo se nomme The GasyQuarians et se produit ensemble la première fois à la Bellevilloise à Paris  le 5 août 2015.
Le 30 juin 2016, elle confirme sa nouvelle direction musicale, electro-soul, en sortant son EP Covered, un remix de son précédent EP sorti en 2013, en collaborant avec le producteur français Tatoun.
Nataly Andria commence à mixer en tant que DJ durant l'année 2016 dans différents clubs en Europe pour des soirées privées. Elle décide alors de créer son propre projet parallèle ou alter ego, LAINGO, une compositrice de Deep House et DJ, qui produit, remixe des titres, et mixe dans les clubs. Cet alter ego va permettre à son public, dit-elle, de différencier sa carrière de chanteuse/musicienne de sa carrière de DJ/Productrice de House Music.
LAINGO, l'alter ego sort son premier single le 30 décembre 2016 sur Soundcloud  et officiellement sur toutes les plateformes légales le 11 janvier 2017.
Parallèlement, Nataly Andria, est officiellement intronisée dans la liste des plus grandes voix de la nation malgache, en ayant chanté l'Hymne National de son pays d'origine Madagascar, pour le Président de la République Malgache, Hery Rajaonarimampianina, au siège de l'UNESCO, le 1er décembre 2016, pour la conférence des bailleurs de fonds pour Madagascar.
Naturellement, les organisateurs des douzièmes Jeux africains, font appel à Nataly Andria pour représenter Madagascar et l'Afrique de l'Est lors du concert de la cérémonie de clôture des Jeux, le 31 Août 2019 à Rabat.

## Œuvres caritatives
Bien que Nataly Andria vive expatriée de son pays d'origine, elle ne s'en sent pas éloignée pour autant. Elle devient ainsi à 25 ans, l'ambassadrice de bonne volonté de l'ONG Vakan'ala. Par sa notoriété, elle sensibilise la population malgache à la conservation de la biodiversité unique de Madagascar.
Se sentant également citoyenne du monde, Nataly s'engage en tant que Volontaire des Nations unies en 2014 et collabore ainsi avec l'association Arpedac qui œuvre pour la recherche et la promotion de l'énergie durable en Afrique Centrale.

## Distinctions
Nataly Andria devient la 1ère artiste d'origine malgache à obtenir le titre honorifique de Personnalité Influente d'origine Africaine de moins de 40 ans, "Top 100 Most Influential People of African descent (MIPAD), dans la catégorie Medias & Culture, en 2019.

## Discographie

### Singles
- 2003 : K'atao Ahoana moa[20]
- 2010 : Ready[21]
- 2015 : Used2 [22]
- 2016 : MDGSKR[1]

### Extended Plays
- 2008 : Out Of Stage[23]
- 2013 : Something New[24]
- 2016 : Covered (The Remix EP)[25]

## Filmographie
| ANNÉE | FILM           | RÔLE         | RÔLE |
| ANNÉE | FILM           | NOM          | REMARQUE |
| 2011  | Sens interdits | L'infirmière | Second rôle. Sens Interdits est un court métrage réalisé par Atika Belhachmi, tourné à Gentilly en 2010 et été sélectionné pour les "9 fictions musicales" de l'année en 2011. La bande originale du court métrage est le titre Ready d'Andria. |

| ANNÉE | FILM                      | RÔLE      | REMARQUE |
| 2003  | Pazzapa                   | Elle-même | Saison 1, tous les épisodes. Finaliste. Concours télévisé diffusé sur la chaÎne RTA à Madagascar.                                                        |
| 2008  | Lifestyle Mag             | Elle-même | Documentaire et Interview. Émission diffusée sur la chaîne MBS à Madagascar.                                                                             |
| 2008  | Pazzapa                   | Elle-même | Saison 6, 1 épisode. Invitée et promotion de "Out of Stage". Diffusé sur la chaÎne RTA à Madagascar                                                      |
| 2008  | Pazzapa                   | Elle-même | Saison 7, 1 épisode. Jury invité pour la sélection des candidats en France. Diffusé sur la chaÎne RTA à Madagascar                                       |
| 2012  | Tantine Matin             | Elle-même | Promotion du Festival Cri des Femmes. Diffusée sur la chaîne Télésud en France, en Afrique et aux Antilles.                                              |
| 2012  | Dans ton monde            | Elle-même | Interview. Diffusée sur la chaîne MCE TV en France. |
| 2013  | Something New             | Elle-même | Vlogs, documentaire sur la réalisation de son EP Something New.                                                                                          |
| 2015  | La Bande à Charly et Lulu | Elle-même | Chroniqueuse Musique sur le talk-show animé par les personnalités de la télé "Charly et Lulu". Diffusé sur la chaîne TV Sud 1re en France et en Afrique. |